# أمريكيون من اصول عراقية
هذه قائمة بارزة من الأمريكيين العراقيين، بما في ذلك المهاجرين الأصليين الذين حصلوا على الجنسية الأمريكية وأحفادهم الأمريكيين.

## الأكاديميات / العلوم
- الياس ألسبتي، باحث طبي منتحل، وحاصل على ترخيص طبي من ولاية بنسلفانيا
- سنان أنطون، أكاديمي، كاتب، مخرج
- هند رسام كولهان، أستاذة
- رافيل أ.ظافر، طبيب
- منى حنا عتيشة، طبيبة أطفال، أستاذة، المبلغين عن أزمة المياه في فلينت وداعية الصحة العامة
- خضر حمزة عالم محتال
- إيمانويل كامبر، دكتوراه هو أستاذ فيزياء في جامعة ويسترن ميشيغان
- ماجد خدوري، أكاديمي ومؤسس مدرسة بول إتش نيتز للدراسات الدولية المتقدمة في برنامج دراسات الشرق الأوسط
- توماس ل.ساتي، أستاذ الجامعة الآشورية العراقية في جامعة بيتسبرغ
- ندى الشبوط، مؤرخة فنية وأستاذة مساعدة في جامعة شمال تكساس [1] [2] [3] [4] [5] [6] [7]
- ايلا شوهات، أستاذة ومؤلفة وناشطة
- سعدي سيماوي، مترجم وروائي ومعلم
- دوني جورج يوخنا، عالم آثار عراقي، عالم أنثروبولوجيا، مؤلف، أمين، وباحث، وأستاذ زائر في جامعة ستوني بروك في نيويورك، المعروف دوليًا باسم «الرجل الذي أنقذ المتحف الوطني العراقي».

## نشطاء
- فيصل سعيد المطار، ناشط حقوقي ورجل أعمال اجتماعي [8]
- أمير عاشور، ناشط في مجال حقوق المثليين

## ممثلين
- ديفيد شوكاتشي، ممثل تركماني وأصل فنلندي
- ياسمين حناني ممثلة معروفة بدورها في أصوات العراق والمملكة
- نيكولاس قاضي، ممثل [9]
- كريس قطان، ممثل كوميدي؛ اشتهر بعمله في Saturday Night Live؛ كان الجد لأب من أصل يهودي عراقي
- فنسنت أوشانا، ممثل آشوري عراقي
- هيذر رافو، الكاتبة / الممثلة الحائزة على جوائز التي اشتهرت بدورها في 9 أجزاء من الرغبة
- بسام رضا ممثل
- علياء شوكت الممثلة المعروفة بـ «مايبي فونكه»، والدها من العراق

## هندسة عامة
- هشام نشكوري، مهندس معماري

## الفنانين
- إم جي الحبيب، خطاط
- سما راينا الشعيبي فنانة
- هلا أيلا، فنانة [10]
- وفاء بلال، فنانة وأستاذة في مدرسة معهد شيكاغو للفنون
- هيف كهرمان - فنان / رسام
- توبا خضوري، فنانة

## أعمال
- هدى قطان الرئيس التنفيذي لشركة هدى بيوتي
- شاكر الخفاجي رجل أعمال

## كوميديون
- براين أواديس، المعروف أيضًا باسم FaZe Rug
- ريمي مناصيفي، المعروف أيضًا باسم GoRemy

## المدراء
- أسامة الشعيبي، مخرج
- كارول البصري، مخرجة
- علي حسيني، مخرج أفلام، فيلسوف ومسالم
- أنيسة مهدي، المخرجة والصحفية الحائزة على جائزة إيمي
- ألفريد رشو، مخرج أفلام وثائقية آشورية عراقي

## جيش
- أحمد ك. الطائي، المتخصص في جيش الولايات المتحدة، قتل في العراق

## عارضات ازياء
- ايمي فضلي، عارضة أزياء وممثلة وحائزة على بطولة فتنس أمريكا الوطنية 1996

## موسيقيون
- حنان العطار مغنية أوبرا سوبرانو
- رحيم الحاج، موسيقي وملحن
- أحمد الفالح، مطرب شارك في سوبر ستار 3 النسخة العربية من Pop Idol
- أمير الصفار، موسيقي وشقيق دينا الأصغر
- سرجون جبرائيل، مغني آشوري
- ليندا جورج، مغنية آشورية
- جوليانا جيندو، مغنية آشورية
- شمدا خليلي، مغنية وكاتبة أغاني ومضيفة مشاركة لبودكاست Keith and The Girl
- ستيفان سعيد، موسيقي وكاتب وناشط سياسي
- آشور بيت سرجيس، مغني آشوري
- جنان سوا، موسيقي آشوري [11]
- تيمز، مغني الراب

## سياسة
- رند الرحيم فرانك، سياسية وناشطة سياسية وشغلت ذات مرة منصب سفيرة العراق لدى الولايات المتحدة.
- أيهم السامري سياسي
- آدم بنجامين الابن، آشوري عراقي، عضو كونغرس إنديانا
- آنا إيشو، آشوري عراقي، عضو الكونغرس عن كاليفورنيا
- جون نمرود، آشوري عراقي، سناتور إلينوي
- قوباد طالباني، ممثل حكومة إقليم كردستان في واشنطن العاصمة، ونجل الرئيس العراقي جلال طالباني.

## رياضات
- أليكس أجاسي، آشوري أمريكي، لاعب كرة قدم أمريكي رفيع المستوى (Gridiron)
- لو أجاسي، آشوري أمريكي، لاعب كرة قدم أمريكي رفيع المستوى (Gridiron)
- نجاح علي ملاكم
- ستيفن بيتاشور، آشوري يلعب حاليًا في فريق سان خوسيه إيرثكويكس في الدوري الأمريكي لكرة القدم.
- فلاح حسن لاعب كرة قدم
- جاستن ميرام، لاعب كرة قدم كلداني مقيم في الولايات المتحدة [12]
- مايكل شباز، لاعب التنس الأمريكي الآشوري

## الكتاب والصحفيين
- لورين علي، مراسلة ومحررة وكاتبة ثقافية وناقدة موسيقية لمجلة نيوزويك [13]
- إبراهيم المرعشي أكاديمي مسروق من قبل الحكومة البريطانية
- أليس الألوسي، شاعرة عراقية أمريكية [14]
- سنان أنطون، شاعر وروائي ومترجم [15]
- ليلى باركلي، صحفية وراوية قصص أمريكية
- ألون بن مئير، أستاذ وكاتب ومدير مشروع الشرق الأوسط في معهد السياسة العالمية
- سرجون بولس، آشوري عراقي
- عبد الأمير يوسف حبيب، صحفي
- جاك مارشال (مؤلف) وشاعر ومؤلف
- دنيا ميخائيل، شاعرة
- علي نوري، شاعر
- أرماند نصري، مؤلف ومخرج
- جريج باتنت، مؤلف (ولد في هونغ كونغ لأب روسي وأم عراقية) [16]
- دانيال بيرل، صحفي (اختطف وقتل في باكستان)
- اياد رحيم صحفي
- محمود سعيد روائي عراقي ولد في الموصل عام 1939. كتب أكثر من عشرين رواية ومجموعة قصصية ومئات المقالات. بدأ كتابة القصص القصيرة في سن مبكرة.[17]
- زينب سلبي، كاتبة وناشطة ومؤسس مشارك ورئيس منظمة Women for Women International
- سيندي سرجون، طاهية في التلفزيون العراقي الآشوري
- أنيتا سركيسيان ناقد إعلامي كندي أمريكي ومتحدث عام. وهي مؤسسة Feminist Frequency، وهو موقع إلكتروني يستضيف مقاطع فيديو وتعليقات تحلل صور النساء في الثقافة الشعبية. والداها أرمن من العراق هاجروا إلى كندا في السبعينيات
- راشيل وهبة، كاتبة
- ثرى النداوي، مؤلفة
- Obelit Yadgar، راديو آشوري عراقي، جليندال، ويسكونسن

## آخر
- هشام الحسيني، شيخ مركز كربلاء للتربية الإسلامية
- نور المالكي محتال
- حسن القزويني زعيم ديني
- محمد عودة الرحييف، المحامي الذي ساعد القوات المسلحة الأمريكية في إنقاذ جيسيكا لينش من العراق
- احمد قصي الطائي جندي
- أبان الياس، مهندس مدني، (احتُجز كرهينة ولم يسمع عنه أحد)
- سمير جيجيا المترجم العراقي الذي أسر صدام حسين
- جمانة حنا، منخرطة في الدعاية الحربية
- فارس حسن
- مايكل مزراحي، لاعب بوكر محترف (أب يهودي عراقي)
- Robert Mizrachi، لاعب بوكر محترف وشقيق أكبر لـ Michael Mizrachi
- محمد مناف - ارهابي
- صموئيل نالو، رجل أعمال، وخاطف، ولص، وشقيق روبرت
- نادية سليمان، أنجبت ثماني توائم في يناير 2008
- عبد الرحمن ياسين ـ ارهابي اميركي مشتبه به